# Saepta Julia

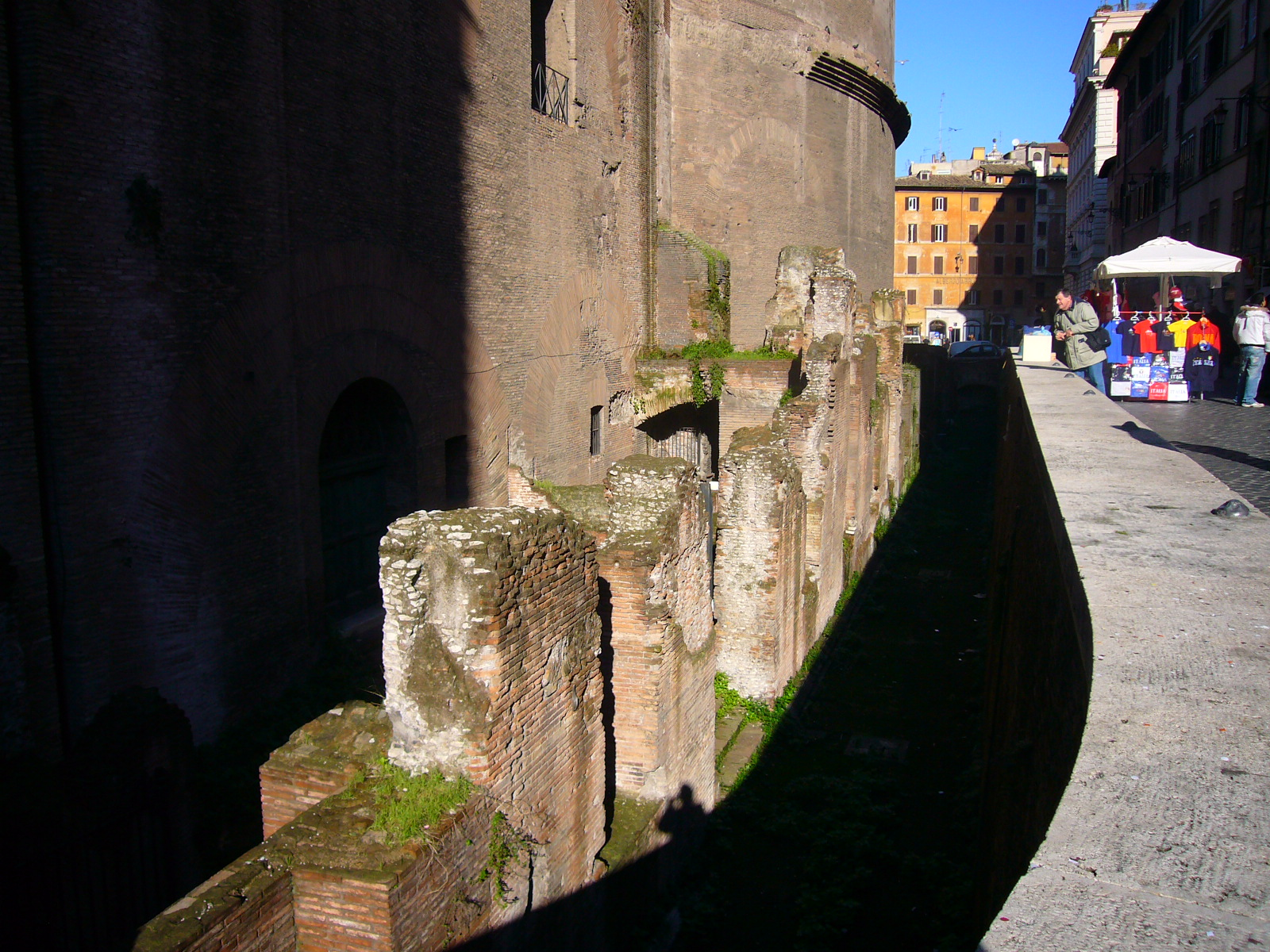
Restos de los Saepta Julia en la Via di Minerva.

Los Saepta Julia fueron un edificio de la Antigua Roma, situado en el Campo de Marte (Roma), y que servía de lugar de votación durante la República Romana. El edificio fue planificado por Julio César pero quien lo concluyó fue Marco Vipsanio Agripa en el 26 a. C. En época de Augusto, Calígula y Claudio parece ser que se usó para luchas de gladiadores, y posteriormente como mercado. Asimismo fue una de las sedes de los Juegos Seculares.

## Descripción
El edificio parece ser que era un gran patio rectangular de 310 por 120 metros, abierto hacia el norte, con un pórtico en cada uno de los lados más largos y una gran sala cubierta. Esta estructura se hallaba muy cerca del Panteón de Agripa y de hecho un muro de piedra que se conserva en la Via di Minerva parece ser que era el límite occidental de esta gran estructura.
La mayor parte de este edificio se conoce gracias a la Forma Urbis un mapa de la ciudad de Roma en el siglo III d. C., dicho mapa se elaboró durante el reinado del emperador Septimio Severo, el cual fue colocado en una sala del Foro de la Paz, uno de los foros imperiales.